# Jordanita budensis
Jordanita budensis, auch Südliches Flockenblumen-Grünwidderchen genannt, ist ein Schmetterling aus der Familie der Widderchen (Zygaenidae).

## Merkmale
Die Falter erreichen eine Vorderflügellänge von 12,5 bis 15,5 Millimeter bei den Männchen und 8,0 bis 11,0 Millimeter bei den Weibchen. Kopf, Thorax, Beine und Abdomen schimmern grün, goldgrün oder bläulich grün. Die Stirn ist etwa 1,5 mal so breit wie die Facettenaugen. Die Fühler sind kurz und schimmern bläulich. Sie haben einen schlanken Schaft und bestehen aus 31 bis 35 Segmenten. Die Fühler sind kammförmig. Die Flügel sind durchscheinend und nur spärlich mit schmalen Schuppen versehen. Die Vorderflügeloberseite schimmert grün, goldgrün oder bläulich grün. Die Hinterflügeloberseite und die Flügelunterseiten sind hellgrau. 
Bei den männlichen Genitalien ist der Uncus kurz und das Vinculum schmal. Die Valven sind dorsal länger, der ventrale Teil ist distal mit einem quadratischen Fortsatz versehen. Der Aedeagus ist klein und schmal, leicht gebogen und trägt zwei nahezu gerade, schlanke Cornuti. Das 8. Sternit bedeckt das ganze Segment und reicht über den hinteren Rand hinaus. 
Bei den weiblichen Genitalien ist das Ostium schmal und gerundet. Der proximale Teil des Ductus bursae ist breit und lang. Er ist gut sklerotisiert, der proximale Bereich hat eine glatte Oberfläche und einen kurzen gefurchten durchscheinenden Bereich. Der distale Bereich des Ductus bursae ist gerade und annähernd so breit wie das Corpus bursae. Bei manchen Exemplaren kann der Ductus-bursae-Fortsatz fehlen, allerdings ist an der Stelle, wo der Fortsatz sonst ansetzt, noch ein sklerotisierter Fleck sichtbar.
Das Ei ist hellgelb.
Kopf und Beine der Raupe sind schwarz, auf dem ebenfalls schwarzen Prothorakalsegment befinden sich weiße Nebenrückenlinien. Der Körper ist gelblich braun und mit rötlich violetten Rücken- und Seitenlinien gezeichnet. Die Warzen sind rötlich braun, der Bauch ist gelb. Der Raupenkörper ist mit winzigen ein- oder mehrstachligen Tuberkeln versehen, die mit bloßem Auge betrachtet als schwarze Punkte erscheinen.
Die Puppe ist hellbraun und glänzt. Der Kokon ist hauchdünn und weiß.

### Ähnliche Arten
Im Verbreitungsgebiet gibt es mehrere Arten mit breiten Flügeln und spitz zulaufenden Fühlern, die J. budensis ähneln:
- Zentralspanien und Südfrankreich: J. budensis kommt zusammen mit Jordanita subsolana, Jordanita hispanica, Jordanita globulariae, Jordanita vartianae und Jordanita notata vor.

- Osteuropa: J. budensis kommt hier zusammen mit Jordanita subsolana, Jordanita globulariae und Jordanita notata vor.

- Südrussland, Kaukasus und Transkaukasien: Jordanita budensis kommt zusammen mit Jordanita subsolana, Jordanita notata, Jordanita paupera und Jordanita volgensis vor. Die Unterscheidung der letzten beiden Arten ist nur durch eine Genitaluntersuchung möglich.

- Türkei: J. budensis kommt zusammen mit Jordanita subsolana, Jordanita globulariae, Jordanita notata, Jordanita paupera, Jordanita volgensis, Jordanita  hector (nur im Süden der Türkei) und Jordanita kurdica (nur im Osten der Türkei) vor. Eine sichere Unterscheidung der Arten ist hier nur durch eine Genitaluntersuchung möglich.

J. budensis fliegt sehr zeitig im Jahr, meistens aber einen Monat eher als die ähnlichen Arten. Sie besitzt mit weniger als 36 Segmenten die kürzesten Fühler und hat sehr durchscheinende Flügel.
Jordanita subsolana ist dichter beschuppt und dunkler, der Glanz auf dem Körper und der Vorderflügeloberseite ist nur schwach ausgeprägt und fehlt meistens ganz. Bei den Männchen bedeckt das 8. Abdominalsternit das ganze Segment, es ragt aber nicht über den hinteren Rand hinaus. Bei den Weibchen ähnelt das 7. Abdominalsternit dem von J. budensis.
Jordanita globulariae und Jordanita vartianae sind dichter beschuppt und der Körper und die Vorderflügeloberseiten haben einen kräftigen grünen oder grünlichen Schimmer.
Das 8. Abdominalsternit bedeckt nur die hintere Hälfte des Segmentes, so dass die leicht über den hinteren Rand hinausreichenden ventralen Fortsätze der Valven sichtbar sind. Bei den Weibchen ist das asymmetrische Ostium deutlich sichtbar.
Bei Jordanita hispanica schimmern die Vorderflügeloberseiten charakteristisch gelblich grün, die Fühlerkämmung ist deutlich kürzer. Das 8. Abdominalsternit bedeckt zwar das ganze Segment, reicht aber nicht über den hinteren Rand hinaus. Bei den Weibchen ähnelt das 7. Sternit dem von Jordanita budensis.
Jordanita notata hat etwas schmalere Flügel, die Kämmung der Fühler ist sehr kurz. Bei den Männchen reicht das schmale 7. Abdominalsternit bis zum hinteren Ende des Segmentes.

## Verbreitung
Jordanita budensis hat ein disjunktes Verbreitungsgebiet mit isolierten Populationen. Die Art kommt in Zentralspanien, im Süden Frankreichs, Italien, im Osten Österreichs und in Ungarn, auf der Balkanhalbinsel, in Griechenland, in der Ukraine einschließlich der Krimhalbinsel, im europäischen Teil Südrusslands, im Kaukasus und in Transkaukasien, in der Türkei, im Süden Sibiriens, in der Mongolei und im Amurgebiet vor. Besiedelt werden Steppenbiotope in der Ebene und im Gebirge. Im Westen der Alpen steigt die Art bis auf 2400 Meter Höhe.

## Biologie
Die Weibchen legen die Eier einzeln oder in kurzen Reihen gegen Mittag auf den Nahrungspflanzen ab.
In Westeuropa entwickeln sich die Raupen an der Rispigen Flockenblume (Centaurea paniculata), in Mitteleuropa an Filz-Flockenblume (Centaurea triumfettii) und auf der Krimhalbinsel an Feinblättriger Schafgarbe (Achillea setacea). Die Raupen verpuppen sich im Boden unter der Nahrungspflanze in einem dünnen Kokon. Die Falter schlüpfen früh am Morgen und fliegen während der heißesten Tageszeit. Die Flugzeit variiert in Abhängigkeit von der Höhenlage, sie beginnt im Flachland Ende März und reicht in Gebirgsregionen bis Juli.